# 鉄道事故等報告規則
鉄道事故等報告規則（てつどうじことうほうこくきそく、昭和62年2月20日運輸省令第8号）とは、鉄道事業法（昭和61年法律第92号）第19条及び第66条の規定に基づき、列車の衝突若しくは火災その他の列車若しくは車両の運転中における事故、鉄道による輸送に障害を生じた事態、鉄道に係る電気事故又は鉄道に係る災害であって、国土交通省令で定めるものが発生したときに鉄道事業者が国土交通省に報告する際の手続きを定めた省令である。

## 「事故」の分類

### 鉄道運転事故
- 列車衝突事故　列車が他の列車又は車両と衝突し、又は接触した事故
- 列車脱線事故　列車が脱線した事故
- 列車火災事故　列車に火災が生じた事故
- 踏切障害事故　踏切道において、列車又は車両が道路を通行する人又は車両等と衝突し、又は接触した事故
- 道路障害事故　踏切道以外の道路において、列車又は車両が道路を通行する人又は車両等と衝突し、又は接触した事故
- 鉄道人身障害事故　列車又は車両の運転により人の死傷を生じた事故（前5号の事故によるものを除く）
- 鉄道物損事故　列車又は車両の運転により500万円以上の物損を生じた事故

### 索道運転事故
- 索条切断事故　索条が切れた事故
- 搬器落下事故　搬器が落下した事故
- 搬器衝突事故　搬器が他の搬器又は工作物と衝突し、又は接触した事故
- 搬器火災事故　搬器に火災が生じた事故
- 索道人身障害事故　搬器の運転により人の死傷を生じた事故

### 輸送障害
鉄道による輸送に障害を生じた事態であって、鉄道運転事故以外のもの

### 電気事故
- 感電死傷事故　感電により人の死傷を生じた事故
- 電気火災事故　漏電、短絡、せん絡その他の電気的要因により建造物、車両その他の工作物、山林等に火災が生じた事故
- 感電外死傷事故　電気施設の欠陥、損傷、破壊等又は電気施設を操作することにより人の死傷を生じた事故
- 供給支障事故　受電電圧三千ボルト以上の電気施設の故障、損傷、破壊等により電気事業者に供給支障を生じさせた事故

### 災害
暴風、豪雨、豪雪、洪水、高潮、地震、津波その他の異常な自然現象又は大規模な火事若しくは爆発その他大規模な事故により鉄道施設又は車両に生じた被害

## 「インシデント」の分類
鉄道・索道運転事故が発生するおそれがあると認められる事態は、インシデントと称することがある。

### 鉄道運転事故が発生するおそれがあると認められる事態
- 閉そくの取扱いを完了しないうちに、当該閉そく区間を運転する目的で列車が走行した事態
- 列車の進路に支障があるにもかかわらず、当該列車に進行を指示する信号が現示された事態又は列車に進行を指示する信号を現示中に当該列車の進路が支障された事態
- 列車が停止信号を冒進し、当該列車が本線における他の列車又は車両の進路を支障した事態
- 列車又は車両が停車場間の本線を逸走した事態
- 列車の運転を停止して行うべき工事又は保守の作業中に、列車が当該作業をしている区間を走行した事態
- 車両が脱線した事態であって次に掲げるもの
  - 本線において車両が脱線したもの
  - 側線において車両が脱線し、本線を支障したもの
  - 側線において車両が脱線したものであって、側線に特有の設備又は取扱い以外に原因があると認められるもの
- 鉄道線路、運転保安設備等に列車の運転の安全に支障を及ぼす故障、損傷、破壊等が生じた事態
- 車両の走行装置、ブレーキ装置、電気装置、連結装置、運転保安設備等に列車の運転の安全に支障を及ぼす故障、損傷、破壊等が生じた事態
- 列車又は車両から危険品、火薬類等が著しく漏洩した事態
- 前各号に掲げる事態に準ずる事態

### 索道運転事故が発生するおそれがあると認められる事態
- 索条に重大な損傷が生じた事態
- 索条の張力が異常に増大又は低下した事態
- 索条が受索装置、滑車等から外れた事態
- 握索又は放索が不完全になった事態
- 支柱、制動装置、保安装置等に搬器の運転の安全に支障を及ぼす故障、損傷、破壊等が生じた事態
- 搬器の懸垂部若しくは走行部、握索装置又は接続装置に搬器の運転の安全に支障を及ぼす故障、損傷、破壊等が生じた事態
- 搬器が逆走した事態
- 前各号に掲げる事態に準ずる事態

## 監督官庁への報告義務

### 鉄道運転事故が発生したとき
鉄道事業者は、列車衝突事故・列車脱線事故・列車火災事故、その他次に掲げる鉄道運転事故が発生した場合には、速やかに電話又は口頭で地方運輸局長に速報し、（※1）を除き発生の日から2週間以内に、鉄道運転事故等報告書に当該事故の調査上必要と認める図面、書類等を添付して地方運輸局長に提出しなければならない。 
- 乗客、乗務員等に死亡者を生じたもの
- 5人以上の死傷を生じたもの
- 鉄道係員の取扱い誤り又は車両若しくは鉄道施設の故障、損傷、破壊等に原因があるおそれがあると認められるもの
- 3時間以上本線における運転を支障すると認められるもの（※1）
- 特に異例と認められるもの

その他、鉄道事業者は、上記を含む鉄道運転事故が発生した場合には、発生の翌月20日までに、発生した月の事故をとりまとめて記載した鉄道運転事故等届出書を地方運輸局長に提出しなければならない。 

### 輸送障害が発生したとき
鉄道事業者は、下記の輸送障害が発生した場合には、運転業務または運行管理の担当責任者は速やかに電話又は口頭で地方運輸局長に速報し、（※2）の場合は発生の日から2週間以内に、鉄道運転事故等報告書に当該事故の調査上必要と認める図面、書類等を添付して地方運輸局長に提出しなければならない。 
- 3時間以上本線における運転を支障すると認められるもの
- 特に異例と認められるもの （※2）

その他、鉄道事業者は、上記を含む輸送障害（列車の運転を休止したもの又は旅客列車にあっては30分以上、旅客列車以外の列車にあっては1時間以上の遅延を生じたもの）が発生した場合には、発生の翌月20日までに、発生した月の輸送障害をとりまとめて記載した鉄道運転事故等届出書を地方運輸局長に提出しなければならない。

### 索道運転事故が発生したとき
索道事業者は、索条切断事故・搬器落下事故・搬器衝突事故・搬器火災事故、その他次に掲げる索道人身障害事故が発生した場合には、速やかに電話又は口頭で地方運輸局長に速報し、発生の日から2週間以内に、索道運転事故等報告書に当該事故の調査上必要と認める図面、書類等を添付して地方運輸局長に提出しなければならない。 
- 乗客、乗務員等に死亡者を生じたもの
- 5人以上の死傷を生じたもの
- 索道係員の取扱い誤り又は索道施設の故障、損傷、破壊等に原因があるおそれがあると認められるもの
- 特に異例と認められるもの

索道事業者は、上記を含む索道運転事故が発生した場合には、発生の翌月20日までに、発生した月の事故をとりまとめて記載した索道運転事故等届出書を地方運輸局長に提出しなければならない。 

### 電気事故が発生したとき
鉄道・索道事業者は、感電死傷事故・電気火災事故・感電外死傷事故・供給支障事故が発生した場合には、速やかに電話又は口頭で地方運輸局長に速報（供給支障事故を除く）し、発生の日から30日以内に、電気事故等報告書に当該事故の調査上必要と認める図面、書類等を添付して地方運輸局長に提出しなければならない。

### 災害が発生したとき
鉄道事業者は、災害が発生した場合には、速やかに電話又は口頭で地方運輸局長に速報し、かつ、被害額が1000万円以上である場合には、当該災害に対する応急処置が完了した後10日以内に、災害報告書を地方運輸局長に提出しなければならない。

### インシデントが発生したとき
鉄道事業者は、インシデントが発生した場合には、速やかに電話又は口頭で地方運輸局長に速報するとともに、発生の翌月20日までに、発生した月のインシデントをとりまとめて記載した鉄道運転事故等届出書を地方運輸局長に提出しなければならない。
索道事業者は、インシデントが発生した場合には、速やかに電話又は口頭で地方運輸局長に速報するとともに、発生の翌月20日までに、発生した月のインシデントをとりまとめて記載した索道運転事故等届出書を地方運輸局長に提出しなければならない。 

## 運輸安全委員会との連携
運輸安全委員会は、各鉄道・索道事業者から地方運輸局への上記の報告に基づき国土交通大臣（鉄道局安全対策室）からの通報を受け、「運輸安全委員会設置法施行規則 」（平成13年8月31日国土交通省令第124号）で定めた事故および重大インシデントについて調査を行う。
- 列車衝突事故
- 列車脱線事故
- 列車火災事故
- その他の事故（乗客、乗務員等の死亡、5人以上の死傷、特に異例のものに限る）
- 重大インシデント（インシデントのうち、上記省令で定めた下記のインシデント）
  - 閉そくの取扱いを完了しないうちに、当該閉そく区間を運転する目的で列車が走行した事態のうち、当該区間に他の列車又は車両が存在したもの
  - 列車の進路に支障があるにもかかわらず、当該列車に進行を指示する信号が現示された事態又は列車に進行を指示する信号を現示中に当該列車の進路が支障された事態のうち、当該進路に列車が進入したもの
  - 列車が停止信号を冒進し、当該列車が本線における他の列車又は車両の進路を支障した事態のうち、進路の区間を防護する信号機の防護区域に他の列車又は車両が進入したもの
  - 鉄道線路、運転保安設備等に列車の運転の安全に支障を及ぼす故障、損傷、破壊等が生じた事態のうち、列車の衝突、脱線又は火災が発生する危険性が特に著しい故障、損傷、破壊等が生じたもの
  - 車両の走行装置、ブレーキ装置、電気装置、連結装置、運転保安設備等に列車の運転の安全に支障を及ぼす故障、損傷、破壊等が生じた事態のうち、列車の衝突、脱線又は火災が発生する危険性が特に著しい故障、損傷、破壊等が生じたもの
  - その他インシデントのうち、特に異例と認められるもの（同型車両の2回以上繰り返し列車分離、2回以上の同一箇所での脱線、走行中ドア開扉、列車分離にもかかわらずブレーキが作用しない等）